# György Czipott
György Czipott (slowenisch Juri Cipot, prekmurisch Djürji Cipott; * 6. April 1793 oder 1. April 1794 in Černelavci oder Puconci; † 9. November 1834 in Hodosch) war ein slowenischer evangelischer Pfarrer und Schriftsteller in Ungarn. Der Schriftsteller Rudolf Czipott war sein Sohn.
Czipott wurde im Übermurgebiet, entweder in Černelavci oder in Puconci, geboren. Seine Eltern waren Miklós Czipott und Flóra Pekits. Czipott wurde in Ödenburg (Sopron) ausgebildet und war als Kaplan in Kirment (Körmend) und Legrad. 1821 wurde er zum Pfarrer in Hodosch (Hodoš) ordiniert.
1829 schrieb er sein wichtigstes Werk, Dühovni áldovi.

## Werke
- Dühovni áldovi ali molitvene knige Krszcsenikom na szrdcza i düse opravo i obeszeljávanye vu tuzni 'zitka vöraj. Szpravlene po Czípott Gyürji Evangelicsánszke Hodoske Fare Dühovniki. V. Sombathéli z Perger Ferentza píszkmi 1829.